# Španělsko na Letních olympijských hrách 2012
Španělsko se účastnilo Letní olympiády 2012. Zastupovalo ho 282 sportovců v 23 sportech.

## Medailisté
| Medaile | Jméno | Sport                   | Soutěž                   |
| ------- | --- | ----------------------- | ------------------------ |
| Zlato   | Marina Alabauová | Jachting                | ženy třída RS:X          |
| Zlato   | Joel González | Taekwondo               | muži 58 kg               |
| Zlato   | Támara Echegoyen Ángela Pumariega Sofía Toro | Jachting                | třída Elliott 6 m        |
| Stříbro | Mireia Belmonteová | Plavání                 | ženy 200 m motýlek       |
| Stříbro | Mireia Belmonteová | Plavání                 | ženy 800 m volný styl    |
| Stříbro | Javier Gómez | Triatlon                | muži                     |
| Stříbro | Ona Carbonellová Andrea Fuentes | Synchronizované plavání | ženy dvojice             |
| Stříbro | David Cal | Kanoistika              | muži C1 1000 metrů       |
| Stříbro | Brigitte Yagüe | Taekwondo               | ženy 49 kg               |
| Stříbro | Marta Bach Andrea Blas Ana Copado Anna Espar Laura Ester María García Godoy Laura López Ona Meseguer Lorena Miranda Matilde Ortiz Jennifer Pareja María del Pilar Peña Roser Tarragó                                                           | Vodní pólo              | turnaj žen               |
| Stříbro | Nicolás García | Taekwondo               | muži 80 kg               |
| Stříbro | Saúl Craviotto | Kanoistika              | muži K1 200 metrů        |
| Stříbro | José Calderón Víctor Claver Rudy Fernández Marc Gasol Pau Gasol Serge Ibaka Sergio Llull Juan Carlos Navarro Felipe Reyes Sergio Rodríguez Víctor Sada Fernando San Emeterio                                                                   | Basketbal               | Turnaj mužů              |
| Bronz   | Maialen Chourrautová | Kanoistika              | ženy slalom K1           |
| Bronz   | Maider Unda | Zápas                   | Ženy volný styl do 72 kg |
| Bronz   | Clara Basiana Alba Cabello Ona Carbonellová Margalida Crespí Andrea Fuentes Thaïs Henríquez Paula Klamburg Irene Montrucchio Laia Pons | Synchronizované plavání | ženy                     |
| Bronz   | Macarena Aguilar Nely Carla Alberto Jessica Alonso Vanessa Amorós Andrea Barnó Elisabet Chávez Mihaela Ciobanu Verónica Cuadrado Patricia Elorza Beatriz Fernández Begoña Fernández Marta Mangué Carmen Martín Silvia Navarro Elisabeth Pinedo | Házená                  | Turnaj žen               |